# 2018년 FIVB 남자 배구 네이션스리그
2018년 FIVB 남자배구 네이션스리그는 매년 열리는 국제 남자배구 대회로 16개국 국가대표팀이 참가흐는 FIVB 남자배구 네이션스리그의 첫 대회이다. 이전의 FIVB 배구 월드리그를 대체하는 대회이기도 하다. 2018년 5월 25일 개막되었으며, 결선이 프랑스 릴에서 개최되었다.